# 井上奈良彦
井上 奈良彦（いのうえ ならひこ、1957年 - ）は、日本の言語学者、九州大学大学院言語文化研究院教授。専門は、議論学・ディベート。

## 来歴・人物
大阪府出身。1980年京都大学文学部卒業後、同年4月から1986年3月まで、金蘭千里高等学校・中学校教諭を務めた。同年筑波大学大学院（英語教育学）を修了し、1994年ハワイ大学大学院でPh.D. (Linguistics) を取得した。
同年4月から1988年6月まで福岡教育大学助手（教育学部外国語科）、同年7月から1992年9月まで同大学講師（教育学部外国語科）を務めた。
同年10月から1995年3月まで福岡教育大学助教授（教育学部外国語科）、同年4月から2002年10月まで九州大学言語文化研究院助教授、同年11月より同大学言語文化研究院教授となった。

## 学外の役職
- 井上奈良彦 - researchmap
- 井上奈良彦 - J-GLOBAL
- 井上奈良彦 - KAKEN 科学研究費助成事業データベース
- ディベート教育国際研究会会長
- 日本ディベート協会理事・九州支部長